# Crypto-1
Crypto-1是由恩智浦半导体為其於1994年推出的MIFARE Classic RFID免觸碰智能卡所創建的專有加密演算法（流密码）和認證協議。這些卡片已被用於許多著名的系統，包括蠔卡、查理卡和OV晶片卡。
到了2009年，密碼學研究已經逆向工程了這種密碼，並公布了有效破解安全性的各種攻擊。
恩智浦在其後推出了修正的版本MIFARE Classic EV1（仍與MIFARE Classic系統相容），然而在2015年時發現新的攻擊，因此恩智浦在之後建議停用MIFARE Classic。

## 技術細節
Crypto-1是一個流密码，結構與後繼的Hitag2類似，包含了：
- 48-bit的线性反馈移位寄存器（LSFR）用以儲存狀態，
- 兩層的20對1非線性函數用於生成密鑰流，
- 16位的LFSR，它在驗證階段被用作偽隨機數生成器。

## 外部連結
- Radboud Universiteit Nijmegen press release PDF （页面存档备份，存于） （英文）
- Details of Mifare reverse engineering by Henryk Plötz PDF （德文）
- Windows GUI Crypto1 tool, optimized for use with the Proxmark3